# Ланасса (мифология)
Ланасса (др.-греч. Λάνασσα) — персонаж греческой мифологии, дочь Клеодая и жена Неоптолема.

## В мифологии
Античные авторы причисляют Ланассу к Гераклидам. По данным большинства источников, она была дочерью Клеодая, внучкой Гилла и правнучкой Геракла, а Юстин называет её внучкой Геракла. Другой вариант имени, Леонасса, фигурирует в схолиях Лисимаха к трагедии Еврипида «Андромаха» со ссылкой на Никомеда Аканфского и Проксена.
Ланасса стала женой Неоптолема (по версии Юстина, будущий муж похитил её из рощи Зевса в Додоне). В этом браке родился Пирр, основатель династии царей Эпира Пирридов. По данным Лисимаха, Ланасса родила ещё сыновей Аргоса, Пергама, Пандара, Дориэя, Генора и Хауна.
По одной из версий, миф о Ланассе имеет позднее происхождение и возник после женитьбы царя Эпира Пирра на дочери царя Сицилии Агафокла Ланассе. Таким образом, придворный историк Проксен, в схолиях которого приводится миф, мог оказывать услугу Пирру и его сыну, обосновывая их притязания на земли Сицилии и Македонии.